# NGC 444
NGC 444 este o galaxie spirală situată în constelația Peștii. A fost descoperită în 26 octombrie 1854 de către R. J. Mitchell și în 17 octombrie 1903 de către Stéphane Javelle.